# フローリー・フォード
フローリー・フォード（Florrie Forde）は、オーストラリア出身でイギリスで活躍していた歌手である。

## 主な楽曲
- 遥かなティペラリー
- Oh! Oh! Antonio